# Quera de Boc
La Quera de Boc és una muntanya de 1.407 metres que es troba al municipi de Molló, a la comarca catalana del Ripollès.